# ニック・ジョンソン (バスケットボール)
ニック・ジョンソン (Nicholas Johnson 1992年12月22日 - )は、アメリカ合衆国・アリゾナ州ギルバート出身のプロバスケットボール選手。ポジションはシューティングガード。

## 来歴
アリゾナ州の地元の高校から2009年にネバダ州のフィンドレー高校に転校し、2009-2010シーズンは州の成績で32勝2敗という記録を残し、大学は地元の強豪校アリゾナ大学に進学。2012年のPAC-12のフレッシュマン賞を受賞したジョンソンは、2014年にはPAC-12の1stチーム、オールディフェンスチームに最優秀選手も受賞するなど飛躍の年となり、4年生の2014-15シーズンはプレーせず、2014年のNBAドラフトにアーリーエントリーを表明した。
ところがドラフトでは2巡目指名に甘んじ、42位でヒューストン・ロケッツからの指名となった。ルーキーシーズンはNBAでの対応に苦しみ、28試合の出場に止まり、シーズン終了後にタイ・ローソンとの大型トレードでデンバー・ナゲッツに放出され、2015-16シーズン開幕前の10月24日に解雇された。
その後の所属チームもなかなか決まらなかったが、2015年12月28日に、サンアントニオ・スパーズ傘下のオースティン・スパーズと契約。1シーズンプレーした。
2016年9月8日、オーランド・マジックとトレーニングキャンプに関する契約を結んだものの、開幕前に解雇。10月28日にBBLのFCバイエルン・ミュンヘンと契約した。

### 国外でのキャリア(2019-)

#### トルコ・テレコム(2019-2021)

##### 2019-2020シーズン
2019-20シーズンはトルコ・テレコムBKでプレーし、BSLでは23試合に出場し、29.3分の出場で、11.4得点、4.9アシスト、3.3リバウンド、2.9ターンオーバー、1.1スティール、スリーポイント成功率26.2パーセント、フリースロー成功率80.7パーセント、BCLでは16試合に出場し、27.8分の出場で、11.8得点、4.1リバウンド、3.6アシスト、1.0スティール、フィールドゴール成功率48.3パーセント、スリーポイント成功率42.9パーセント、フリースロー成功率75.0パーセントという成績を残した。

##### 2020-2021シーズン
2020-21シーズンもトルコ・テレコムに残留したジョンソンは、BSLで22試合に出場し、1試合平均32.2分の出場で、14.4得点、6.2アシスト、4.6リバウンド、2.7ターンオーバー、1.5スティール、スリーポイント成功率36.0パーセント、フリースロー成功率80.2パーセント、BCLでは10試合に出場し、1試合平均32.5分の出場で、14.2得点、4.8アシスト、4.7リバウンド、3.1ターンオーバー、1.4スティール、スリーポイント成功率40.5パーセント、フリースロー成功率82.9パーセントという成績を残した。

#### ナンテールに復帰(2021-2022)
2021年7月30日、2019年に在籍していたナンテール92への加入が発表された。LNBプロAでは30試合に出場し、1試合平均29.8分の出場で、13.2得点、5.8アシスト、4.0リバウンド、3.0ターンオーバー、1.2スティール、スリーポイント成功率27.5パーセント、フリースロー成功率78.1パーセントという成績を残した。

#### 2023-2024シーズン
2023-24シーズンはハポエル・ホロンBCとショレ・バスケットでプレーし、ホロンではBCLで4試合に出場し、1試合平均20.7分の出場で、5.3得点、3.3アシスト、2.8リバウンド、フィールドゴール成功率20.7パーセント、スリーポイント成功率33.3パーセント、フリースロー成功率66.7パーセント、ショレではリーグ戦で3試合に出場し、1試合平均20.7分の出場で、9.3得点、3.0アシスト、2.3スティール、1.7リバウンド、1.7ターンオーバー、フリースロー成功率55.6パーセントという成績を残した。

#### トレフル・ソポト(2024-)
2024年11月27日、ユーロカップとポーランド・バスケットボールリーグ(PLK)に所属するトレフル・ソポト(バスケットボール)への加入が発表された。PLKでは18試合に出場し、1試合平均27.3分の出場で、14.9得点、5.6アシスト、5.1リバウンド、2.1ターンオーバー、1.3スティール、フィールドゴール成功率41.2パーセント、スリーポイント成功率30.6パーセント、フリースロー成功率87.8パーセント、ユーロカップでは8試合に出場し、1試合平均29.1分の出場で、11.0得点、6.4リバウンド、5.4アシスト、4.3ターンオーバー、1.4スティール、フィールドゴール成功率31.8パーセント、スリーポイント成功率20.0パーセント、フリースロー成功率83.9パーセントという成績を残した。

## その他
叔父はバスケットボール殿堂入りの元NBA選手のデニス・ジョンソンで、シアトル・スーパーソニックスとボストン・セルティックスでNBAチャンピオンを経験した。1979年にスーパーソニックスで優勝した時はNBAファイナルMVPに選出され、セルティックス在籍時に着用していた背番号 "3" は永久欠番に認定されている。